# ÖBB 2062
Die Baureihe 2062 ist eine zweiachsige Diesellokomotive der Österreichischen Bundesbahnen.

## Geschichte

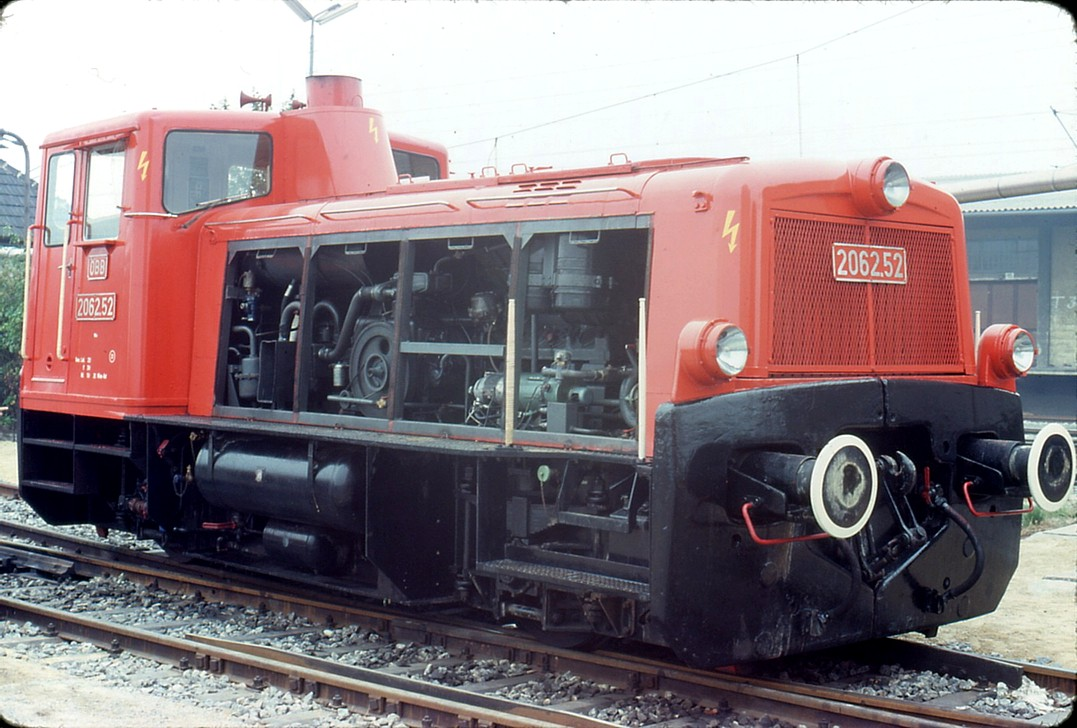
2062.52 mit geöffneter Motorhaube

Die Lokomotive entspricht des Werkstyps DH 400 B32 der Jenbacher Werke. Die ÖBB beschaffte zwischen 1958 und 1966 insgesamt 65 Stück, um gemeinsam mit der kleinen Schwesterbaureihe 2060 veraltete und unwirtschaftliche Dampflokomotiven im Verschub und leichten Streckendienst abzulösen. Der Lokomotivtyp wurde von den JW auch in die Sowjetunion, nach Italien, Luxemburg und Jugoslawien exportiert, sowie an Privat- und Werksbahnen verkauft.
Durch Nebenbahn-Einstellungen und Neuanschaffungen der ÖBB-Reihen 2068, 2048 und 2070 wurde die 2062 ab den 1990er Jahren immer entbehrlicher und vor allem durch frei werdende Exemplare der Reihe 2067 ersetzt. Die Ausmusterung begann 1996 mit den Loks 025, 034 und 038 und endete 2003 mit der Umbezeichnung der letzten vorhandenen Exemplare in Reihe X262. Inzwischen sind auch diese zur Gänze abgestellt und verkauft oder verschrottet worden. Lediglich die 2062 010 steht noch in Innsbruck.

### Verbleib
2062 002 und 012 befinden sich bei den NBiK in St. Veit an der Glan; 003, 026 und 029 beim Österreichischen Club für Diesellokgeschichte (ÖCD) in St. Aegyd am Neuwalde; 005 (ex ÖGEG) ist bei der Regiobahn in Ernstbrunn; 011 dient in Gopperding bei Schärding als Werkslok in einem Steinbruch; 031 befindet sich bei RTS in Fischamend; 033 und 055 beim 1. öSEK in Strasshof; 034, 036 und 038 bei der ÖGEG in Ampflwang; 049 bei den Eisenbahnfreunden Lienz (EBFL) und 053 bei Bahn im Film in Mistelbach. Einige wenige Lokomotiven sind noch als Reihe X262 im Bestand der ÖBB, einige wurden auch ins Ausland verkauft.

## Technik
Die Lokomotiven haben eine hydraulische Kraftübertragung (Strömungsgetriebe: Voith L26 St) und einen Dieselmotor (Zweitakt-Achtzylinder Typ JW400, unaufgeladen) mit 294 kW (400 PS), zudem haben sie auch einen zweiten kleinen 20 PS starken Einzylinder-Viertakt Dieselmotor, ebenso von JW, welcher die Druckluft erzeugt. Die Höchstgeschwindigkeit beträgt 40/60 km/h (Rangiergang/Streckengang). Länge über Puffer 7,9 m, Dienstgewicht 32,7 t, Achsfolge B.
Anders als bei den Baureihen 2060 und 2067 hatten sie nie eine Vielfachsteuerung.